# كراك (كوكايين)

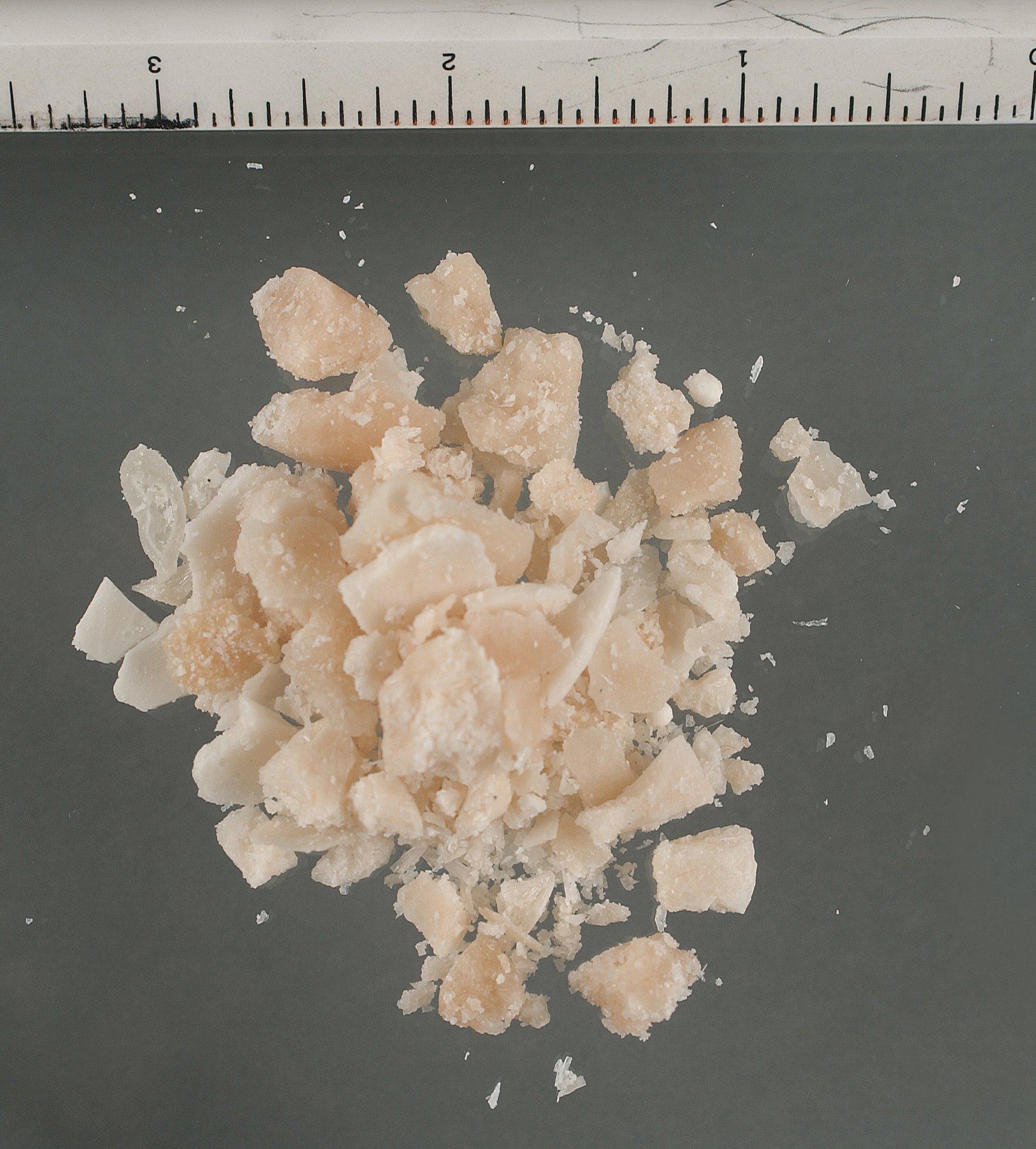
كومة من صخور الكوكايين.

صخرة الكوكايين هي شكل من أشكال الكوكايين الصلب القابل للتدخين. فهو نوع من أنواع الكوكايين النقي الذي يُمكن تحضيره باستخدام صودا الخبز (بيكربونات الصوديوم) أو هيدروكسيد الصوديوم  لتحويل هيدروكلوريد الكوكايين (مسحوق الكوكايين) إلى ميثايل بينزويل جونين (الكوكايين النقي).

## الشكل والخصائص
يتم أحياناً إضافة عناصر للكوكايين المُباع في الشوارع لزيادة حجمه، ومن ثم يُصبح مغشوشاً. ووفقاً للعريف كينت دال بشرطة الخيالة الملكية الكندية؛ يتم إضافة مواد بيضاء تُشبه الكوكايين في مظهرها لزيادة حجمه. وتم تسجيل استخدام مواد سامة مثل الليفاميزول  لغش الكوكايين.
تتمتع الصخور بشكل ذات لون أبيض فاتح له حواف خشنة. وذلك في الأنواع النقية. وتكون كثافته أكثر من الشمع قليلاً. وتٌشبه الأشكال النقية للكوكايين البلاستيك الصلب الهش في شكله البلوري  (تصدر صوت مفاجيء عندما تنكسر). وتعمل الصخرة كمخدر موضعي (أنظر: الكوكايين، حيث يُخدر اللسان أو الفم عندما يوضع عليه مباشرةً. وعند تدخين الكوكايين، يمكن أن يُخدر اللسان عندما يدخل الدخان إلى الفم. ويُمكن للأنواع النقية أن تغرق في المياه أو أن تذوب الحواف عندما تقترب من اللهب (تتبخر الصخرة عند 90 درجة مئوية (194 درجة فهرنهايت)).

## التركيبة الكيميائية
ظهر الكوكايين الكراك، الذي لُقِّب كذلك وفقاً لاسم الصوت الذي يُصدره أثناء تصنيعه، أساساً في الأحياء الفقيرة بمدينة نيويورك، ولوس أنجليس، وميامي في عام 1984 وأواخر عام 1985. ونظراً للمخاطر التي تُواجهها
الشركات المُصَنِّعة في استخدام الإيثر لإنتاج الكوكايين النقي، لم يعد المنتجون يتخلصون من رواسب خليط النشادر النقية. وبالتالي، أُلغيت عمليات التنقية أيضاً. ونتيجة لذلك، يظل ملح النشادر (NH4Cl) في الكوكايين النقي بعد أن يتبخر الخليط. ومن ثم تحتوي «الصخرة» التي تتشكل على هذا النحو على كمية صغيرة من الماء.

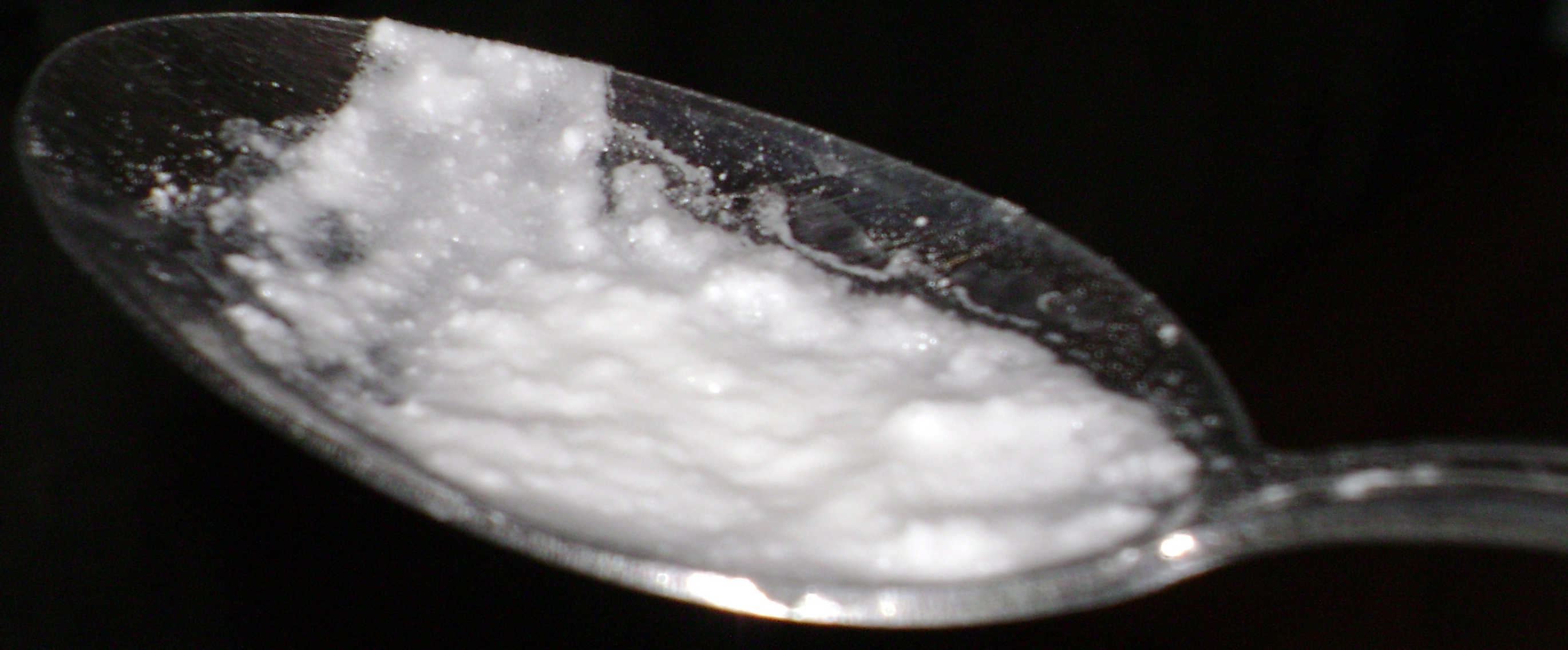
ملعقة عليها مزيج من صودا الخبز والكوكايين وكمية صغيرة من الماء. وعند تسخينها من أسفل، تتكون صخور صغيرة من الكوكايين داخل الخليط.

وتُعتبر صودا الخبز المادة الأساسية المُستخدمة لإعداد الكراك. على الرغم من أنه يُمكن استبدالها بغيرها من المواد القاعدة الضعيفة. وفيما يلي المعادلة الخاصة بالتفاعل الذي يحدث عند استخدام بيكربونات الصوديوم (NaHCO3):
يُباع الكوكايين الكراك عادةً في شكل صخرة،  على الرغم من أنه يُمكن لبعض المستخدمين «غسل» أو «طبخ» الكوكايين وتحويله إلى كراك بأنفسهم. حيث تتم هذه العملية باستخدام صودا الخبز (بيكربونات الصوديوم)، والماء، وملعقة. وعندما يتم خلطهم وتسخينهم، ينقسم البيكربونات إلى ثاني أكسيد الكربون وكربونات الصوديوم، الذي يتفاعل مع الهيدروكلوريد الناتج عن جزيء الكوكايين، تاركاً الكوكايين في صورة زيت قاعدي حر. وعندما ينفصل عن الهيدروكلوريد، يطفو الكوكايين شبه القلوي فوق الفضلات السائلة. ثم يتم التاقط الزيت بسرعة في هذه اللحظة باستخدام دبوس أو شيء رفيع طويل. ومن ثم يصعد الزيت إلى أعلى ويدور، مما يسمح للهواء أن يُجفف الزيت، ويُتيح للمستخدم و/أو الصانع أن يُشكل الزيت في صورة تشبه الصخرة.
ويتبخر الكراك عند 90 درجة مئوية تقريباً (194 درجة فهرنهايت)،  وهو أقل من درجة انصهار هيدروكلوريد الكوكايين بكثير (190 درجة مئوية أو 374 درجة فهرنهايت). ولا يمكن تدخين هيدروكلوريد الكوكايين (حيث أنه ليس له تأثير عندما يحترق)، [20] بينما يمتص الدم الكوكايين الكراك عند تدخينه، ويصل إلى المخ في 8 ثوان. [21]
ويعتبر الكراك أكثر فاعلية من هيدروكلوريد الكوكايين، حيث يحصل المستخدمون على النشوة بسرعة أكبر بكثير من الطريقة العادية: «شم» مسحوق الكوكايين.

### الآثار النفسية
يؤثر الكوكايين على كيمياء مخ المستخدم: ويسبب له النشوة،  وزيادة الثقة بنفسه،  وفقدان الشهية،  والأرق،  واليقظة،  وزيادة طاقته،  والشغف للمزيد من الكوكايين، 
والبارانويا (التي تنتهي بعد الاستعمال).
إن التأثير الأولي للكوكايين هو إفراز كمية كبيرة من الدوبامين،  وهي مادة كيميائية في الدماغ تُحفِّز الشعور بالبهجة او النشوة. وتستمر هذه الحالة عادةً من 5-10 دقائق بحد أقصى،  ثم ينخفض مستوي الدوبامين في الدماغ، مما يسبب الشعور بالاكتئاب. وعندما يذوب الكراك ويُحقن، يمتصه الدم بسرعة مثل تدخينه،  مما يُسبب الشعور بالنشوة مثل ما يحدث مع استخدام أشكال أنقى من الكراك.
وبالتالي، يبدأ المستخدمون في الحصول على جرعة أخرى من المخدرات، إلا أن مستويات الدوبامين في الدماغ تستغرق وقتاً طويلاً لتجديد نفسها، ومن ثم فأخذ جرعات متعاقبة سريعة لا يؤدي إلى الشعور بالنشوة. ومع ذلك، قد يظل الشخص مشاركاً في حفلات السمر لمدة ثلاثة أيام أو أكثر دون نوم، مع أخذ جرعات بين كل حين وآخر من خلال الغليون.
ويُستخدم الكوكايين في حفلات السمر، حيث يتم تعاطي المخدر بصورة متكررة وجرعات كبيرة. مما يؤدي إلى حالة متزايدة من العصبية، والأرق، والبارانويا. وقد يَنتج عن ذلك خلل عقلي، حيث يفقد الشخص الاتصال بالواقع ويَتعرض لهلوسات سمعية.
قد يؤدي الاستخدام الخاطيء للمنشطات (خاصةً الأمفيتامين والكوكايين) إلى الإصابة بالأمراض الطفيلية الوهمية (وهو اعتقاد خاطئ بأنهم مصابون بالطفيليات). فعلى سبيل المثال، يُمكن أن يؤدي الإفراط في تعاطي الكوكايين إلى الشعور بأن هناك حشرات تسير تحت الجلد، والذي يُسمى «بحشرة الكوكايين» أو «حشرة الفحم». حيث يعتقد المصابون بأن هناك طفيليات تزحف تحت جلودهم. ويُصاحب هذه الأوهام الإصابة بحمى شديدة، بالإضافة إلى وجود هلاوس بصرية لها علاقة بالحشرات.
وقد يقوم من يتعرضون لهذه الهلاوس بحك أنفسهم لدرجة إلحاق الضرر بجلودهم، وخصوصاً في حالة الهذيان.

### الآثار الفسيولوجية

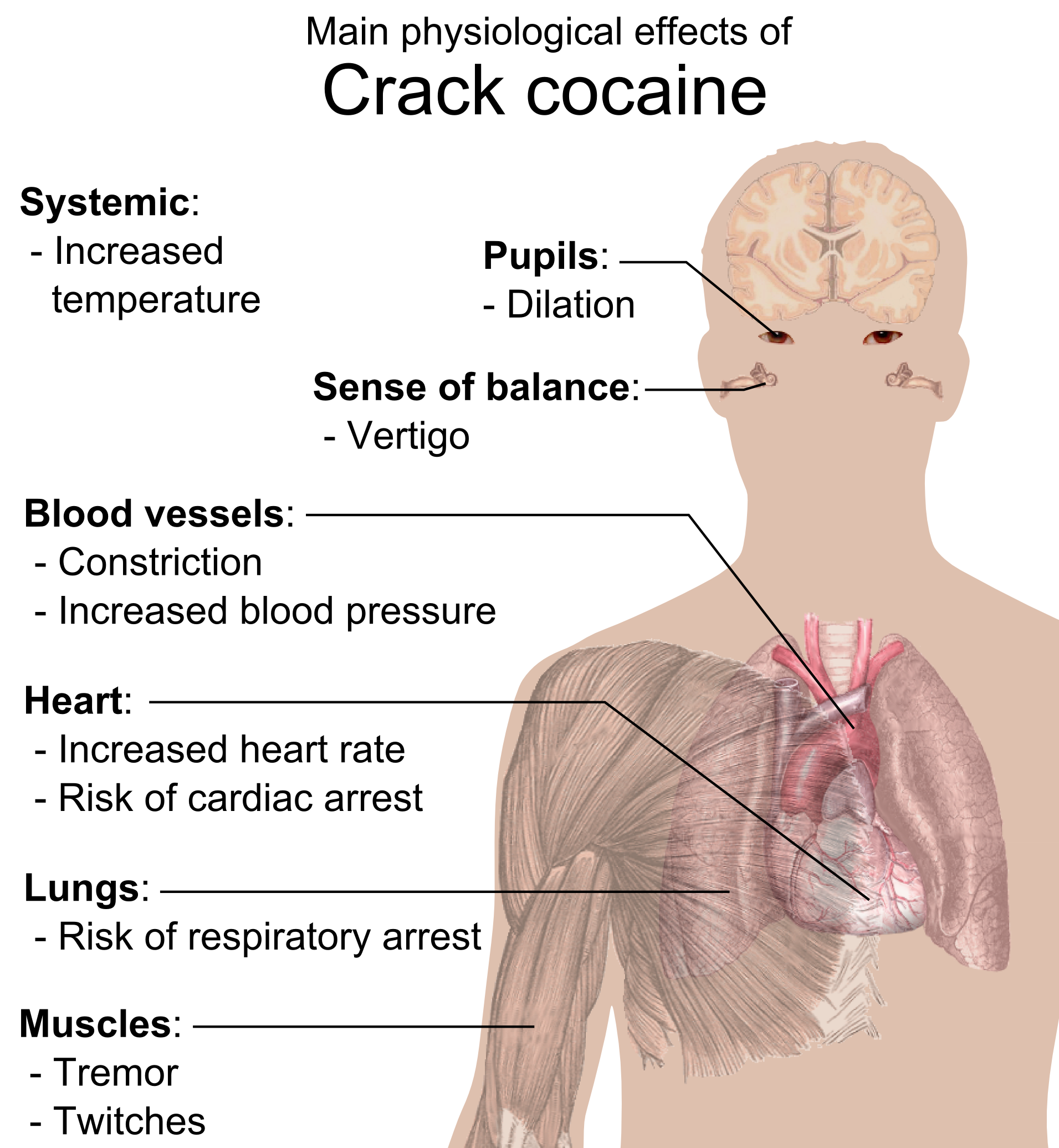
أهم الآثار الفسيولوجية للكوكايين الكراك.

تشمل آثار الكوكايين الفسيولوجية قصيرة الأجل ما يلي: ضيق الأوعية الدموية، واتساع حدقة العين، وارتفاع درجة الحرارة ومعدل ضربات القلب وضغط الدم. وقد تؤدي الكميات الكبيرة (مئات المليغرامات أو أكثر) إلى إنعاش المتعاطي، ولكنَّها قد تجعله أيضاً يتصرف بسلوك غريب، وشاذ، وعنيف. [47] وقد تُسبب الكميات الكبيرة الشعور بالغثيان، والدوار، والتشنجات العضلية، والبارانويا. وقد يحدث مع الجرعات المتكررة ردَّات فعل تُشبه تسمم الأمفيتامين. وسجَّل بعض متعاطي الكوكايين الشعور بالأرق، والتهيُّج، والقلق. وفي حالات نادرة، يتسبب استخدام الكوكايين لأول مرة في حدوث موت مفاجئ. [49] وتحدث حالات الوفاة الناتجة عن الكوكايين بسبب السكتة القلبية أو أزمات يليها توقف التنفس.
وقد يتحمل الشخص تعاطي الكوكايين، حيث سجل العديد من المدمنين أنهم كانوا يحاولون الوصول إلى المتعة التي حصلوا عليها أول مرة. [50] وقد يزيد بعض المتعاطين من الجرعات لتكثيف وإطالة مدة الشعور بالبهجة. على الرغم من احتمال المتعاطين لجرعات الكوكايين الكبيرة، قد يُصبح الشخص أكثر حساسيةً لآثار الكوكايين المخدرة دون زيادة الجرعة المأخوذة: وتُفسر هذه الحساسية الزائدة بعض الوفيات التي تحدث نتيجة جرعات منخفضة من الكوكايين. [51]

### الإدمان
يُعتقد بأن الكراك هو أكثر أنواع الكوكايين شهرةً في الإدمان،  وهو واحد من أكثر أشكال إدمان المخدرات. ومع ذلك، تم الاعتراض على هذه المقولة: كتب مورغان وزيمر أن البيانات المتاحة تُشير إلى أن "تدخين الكوكايين في حد ذاته لا يُزيد من الاعتماد عليه.... وبالتالي، يجب إعادة النظر في الإدعاء القائل بأن تدخين الكوكايين هو أكثر أنواع الإدمان قوةً. حيث يقول البعض أن مدمني الكوكايين يبحثون عن طريقة أكثر تأثيراً، وهي التدخين.
إن الرغبة الشديدة في استعادة المتعة الأولية هي التي تجعل متعاطي الكوكايين يصل إلى مرحلة الإدمان. وتُسبب أشكال الكوكايين الأكثر نقاءً الشعور بالنشوة: حتى بعد تدخين كراك مخفف أو وهمي لساعات. حيث تُسبب جرعة واحدة من الكراك الحقيقي الشعور بالنشوة. حيث يُمكن أن تتحول ساعات البؤس إلى النقيض من خلال تعاطي جرعة واحدة من الكراك. وقد تُؤدي الرغبة في الحصول على النشوة الأولى إلى شراء كميات كبيرة من الكراك من الشوارع. [59]
ومن ناحية أخرى، كتب رينارمان وآخرون أن طبيعة إدمان الكراك تعتمد على السياق الاجتماعي الذي يُستخدم فيه والخصائص النفسية للمتعاطين، لافتاً إلى أنه يمكن للعديد من المدمنين ألا يتعاطوا المخدر لمدة أيام أو أسابيع.

## أثار صحية

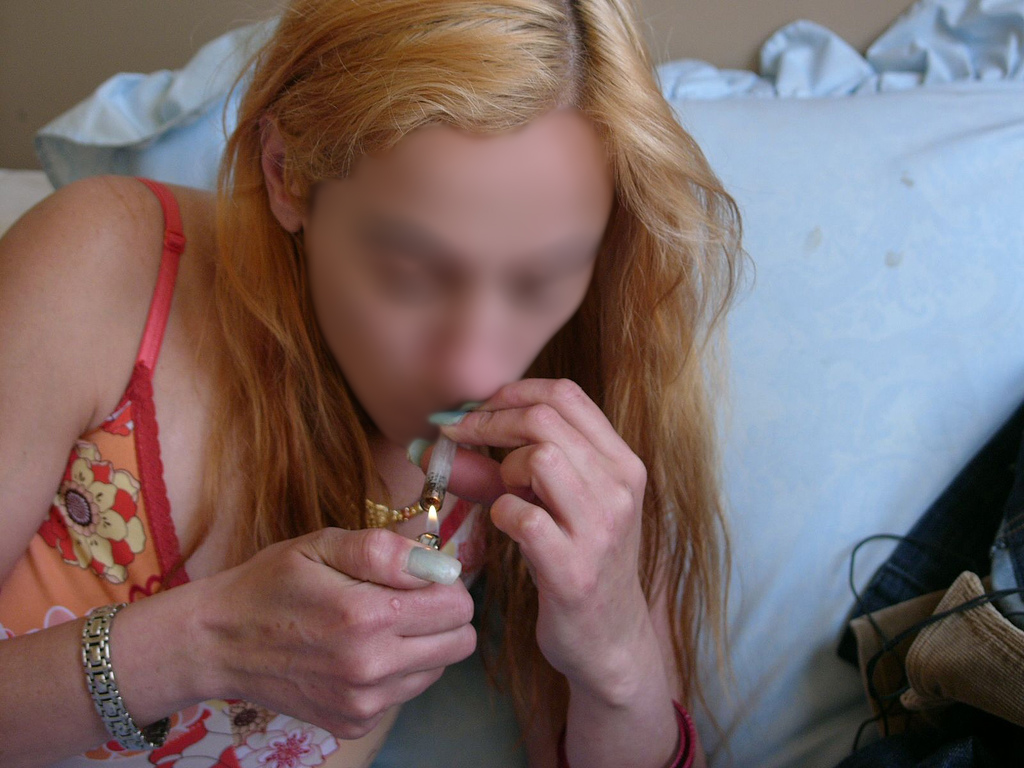
تدخين الكوكايين الكراك.

ويُشير الكراك أيضاً إلى أنواع صخرة الكوكايين غير النقية (أو الوهمية)،  وتشمل الأمور الصحية بعض المخاطر الناتجة عن تدخين الكوكايين. ومع ذلك، يُعتبر استخدام الكراك أقل خطورةً من استخدام الكوكايين، الهيروين معاً، والذي يُمكن أن يُؤدي إلى الوفاة أكثر من استخدام أي من المخدرات وحدها.
وعندما يُفرز المخ كميات كبيرة من الدوبامين نتيجة استخدام الكراك، يُصبح من السهل على الدماغ توليد مواد مُحَفِّزَة للأنشطة الأخرى. ويُسبب هذا النشاط أيضاً إفراز كميات كبيرة من الأدرينالين في الجسم، مما يؤدي إلى زيادة معدل ضربات القلب، وضغط الدم. وبالتالي، يتسبب ذلك في حدوث مشاكل في القلب والأوعية الدموية على المدى الطويل. وذكرت بعض الأبحاث أن تدخين الكراك أو الكوكايين النقي يُسبب أضراراً صحية أخرى تتجاوز الأساليب الأخرى في تناول الكوكايين. وترتبط هذه الأضرار بإفراز الـmethylecgonidine على وجه التحديد، وتأثيره على القلب،  والرئتين،  والكبد.
- الإضافات السامة: يُمكن إضافة أي مادة لزيادة حجم الكراك، أو كي يبدو وكأنه كراك نقي. وعادةً ما تُستخدم مواد عالية السمية لذلك، والتي تسبب عدداً متفاوتاً من المخاطر الصحية على المدى الطويل والقصير. وإذا استُخدم الشمع (باعتباره شكلاً من أشكال الكراك الوهمية)، فإنه سيحترق داخل الغليون كدخان سام. وإذا استخدمت مكسرات المكاداميا، ستحترق داخل الغليون كدخان سام أيضاً.
- مشاكل التدخين: تُسبب عملية إدخال المخدرات إلى الجسم سلسلة من المخاطر الصحية. ولا يمكن شم الكراك مثل الكوكايين العادي، وبالتالي يعتبر التدخين هو الوسيلة الأكثر شيوعاً لاستخدامه. يَنصهر الكراك عند 90 درجة مئوية (194 درجة فارنهايت)، [1] ولا يستمر الدخان لفترة طويلة. ولذلك، يكون غليون الكراك قصير جداً في معظم الحالات لتقليل الوقت بين التبخر وفقدان القوة. ويتسبب ذلك في تقرح الشفاه بسبب وضع الغليون على الشفاه وهو ساخن جداً. كما يُسبب استخدام «غليون الكراك» [16]—غليون زجاجي صغير يحتوى على ورود اصطناعية—عادةً تقرح الشفاه أيضاً. ولا يستمر الغليون الذي يبلغ طوله 4 بوصات (10 سم) [16] لفترة طويلة، حيث ينكسر بسرعة؛ وعادةً ما يستمر المدخنون في استخدام الغليون على الرغم من أنه قد كُسِرَ وقَلَّ طوله. وقد يحرق الغليون الساخن الشفاه، أو اللسان، أو الأصابع، خاصةً عندما يتم مشاركتها مع آخرين.

- الجرعات النقية أو الكبيرة: تختلف نوعية الكراك بشكل كبير. وقد يُدخن بعض الناس كميات كبيرة من الكراك المخفف، غير مدركين بأنهم إذا تعاطوا جرعة مماثلة من الكراك النقي قد تعتبر جرعة زائدة: مما يسبب مشاكل في القلب أو إفقاد الوعي.
- الغليون المميت: عندما يتم استخدام نفس الغليون، يُمكن أن بنتقل أي نوع من أنواع البكتيريا أو الفيروسات من شخص لآخر عن طريق الفم: يمكن أن ينتشر السل عن طريق اللعاب، إلا إذا تم تعقيم الغليون جيداً. وللحد من تلك الأضرار، لا يجب تبادل الغليون الواحد بين أكثر من شخص.
- الإبر/الملاعق المميتة: يمكن انتشار الأمراض عندما يتم طبخ الكراك باستخدام ملعقة وخل أو عصير الليمون لحقنه داخل الجسم. ويمكن أن تنتقل أمراض مثل فيروس نقص المناعة البشرية عن طريق استخدام نفس الإبرة (أو الملعقة إذا أُفرغت الإبرة في الملعقة). ومن أجل الحد من الأضرار، ينبغي استخدام معدات حقن نظيفة دائماً. ويعتبر حامض الأسكوربيك أكثر أماناً من استخدام الخل.

أظهرت الدراسات أنه يمكن لشم مسحوق الكوكايين أن يؤدي إلى تدمير أنسجة تجويف الأنف على المدى الطويل.
كما أنه يُسبب إعوجاج الحاجز الأنفي، أو انهيار الأنف.
- يعتبر الإدمان قضية صحية. وقامت العديد من الحكومات بسن القوانين التي تُحرم استخدام الكوكايين.

### آثار الكوكايين على الحمل والرضاعة
يطلق على الطفل الذي يولد لأم كانت تتعاطي الكوكايين خلال الحمل اسم «طفل الكراك». ولا يزال هناك بعض الخلافات حول ما إذا كان تعاطي الكوكايين خلال الحمل يُشكل خطراً على الجنين أم لا. ويعتبر تدخين السجائر أحد العوامل المعقدة، حيث أن جميع من يتعاطي الكراك يدخنون السجائر أيضاً. وحذر مسؤول في المعهد الوطني لتعاطي المخدرات في الولايات المتحدة من المخاطر الصحية:
وصف الكثير من الناس الأطفال الذين يولدون لأمهات تعاطوا الكوكايين أثناء الحمل بأنهم الجيل المفقود. حيث يعتقد البعض أن هؤلاء الأطفال يعانون من أضرار شديدة، بما في ذلك التأثير على مهاراتهم الاجتماعية والعقلية. واكتُشف لاحقاً أن ذلك كان مبالغاً فيه. ومع ذلك، لا يمكن القول بأن الكوكايين لا يؤثر على هؤلاء الأطفال حيث يبدو معظمهم طبيعيين. وباستخدام التكنولوجيا المتطورة، اكتشف العلماء أن التعرض للكوكايين أثناء تكون الجنين قد يسبب عجز خفي كبير يظهر لاحقاً في بعض الأطفال، بما في ذلك العجز في بعض جوانب الأداء المعرفي وتجهيز المعلومات، والانتباه إلى المهام المطلوبة، وهي القدرات الأساسية للنجاح في المدرسة.
واعتقد بعض الناس بأن الكوكايين يُسبب وفاة الرضيع (متلازمة موت الرضيع الفجائي). ولكن عندما بدأ المحققون البحث في حالات الأطفال الذين عانوا من متلازمة موت الرضيع الفجائي في النساء الذين استخدموا الكوكايين، وجدوا أنه لا يفرق شيئاً عن أطفال النساء اللواتي يدخن السجائر.
هناك أيضاً تحذيرات حول الأضرار التي قد تنتج أثناء الرضاعة الطبيعية: «فمن المرجح أن يصل الكوكايين إلى الرضيع عبر الحليب.»
ونصحت مؤسسة مارش أوف دايمز بالآتي بشأن تعاطي الكوكايين خلال الحمل:
يمكن أن يؤثر تعاطي الكوكايين خلال الحمل على المرأة الحامل والجنين بعدة أشكال. حيث أنه قد يُزيد من مخاطر الإجهاض خلال الأشهر الأولى من الحمل. أما لاحقاً، قد يُسبب الكوكايين الولادة المبكرة (قبل الأسبوع السابع والثلاثين من الحمل) أو قد يتسبب في أن ينمو الطفل بشكل ضعيف. ونتيجة لذلك، تولد الأطفال التي تتعرض للكوكايين بوزن قليل (أقل من 5.5 رطل/2.5 كيلو). وتتعرض الأطفال منخفضة الوزن للوفاة في الشهر الأول أكثر من الأطفال طبيعية الوزن؛ بالإضافة إلى مواجهة خطر الإعاقات طويلة المدى مثل التخلف العقلي والشلل الدماغي. كما أن تلك الأطفال تمتلك رؤس صغيرة الحجم، مما يَعكس عقول صغيرة الحجم. وذكرت بعض الدراسات أن الأطفال الذين يتعرضوا للكوكايين يُعانون من خطر الإصابة بعيوب خلقية في المسالك البولية والقلب. كما يسبب الكوكايين إصابة الطفل بسكتة دماغية قبل ولادته، أو تلف في الدماغ، أو أزمة قلبية.

## الوضع القانوني

### كندا
لا يوجد فرق بين الكراك والكوكايين وغيرها من منتجات الكوكا في القانون الجنائي في كندا. ومع ذلك، يجوز للمحكمة أن تُوازن بين العوامل الاجتماعية والاقتصادية الناتجة عن استخدام الكراك في إصدار الأحكام. ويحكم الجدول الأول بالسجن لمدة 7 سنوات كحد أقصى لتهمة حيازة المخدرات، وقد تصل العقوبة إلى السجن مدى الحياة لتهمة الإتجار بها وإنتاجها. وقد يصل حكم جريمة حيازة المخدرات الجزائية إلى غرامة تتراوح بين 1000 و2000 دولار و/أو السجن لمدة تتراوح بين 6 أشهر إلى سنة.

### الولايات المتحدة الأمريكية
يندرج الكوكايين في جدول المخدرات الأول التابع لاتفاقية الأمم المتحدة الفردية للمخدرات لعام 1961، مما يُحرمها قانوناً: إنتاجها وتصنيعها وتصديرها واستيرادها وتوزيعها والإتجار بها واستخدامها وحيازتها.
وفي الولايات المتحدة، يندرج الكوكايين في جدول المخدرات الثاني بموجب قانون جداول المواد المُراقبة، حيث يُحتمل إساءة استخدامه، ولكنه يحمل أغراض طبية. ووفقاً لقائمة وكالة مكافحة المخدرات، لا يوجد فرق بين الكوكايين والكراك. حيث أنهما لا يختلفان في جوهرهما ومكوناتهما.
يسعى القانون للقبض على من يشتري الكراك، وهم في كثير من الأحيان يستخدمون جوز المكاداميا لتحفيز المخدرات. وعندما يتم فرمه، تشبه هذه المكسرات الكوكايين في لونها.
كان هناك بعض الجدل حول الأحكام غير المناسبة التي سنتها المبادئ التوجيهية لإصدار الأحكام الاتحادية ضد الكوكايين (مقابل مسحوق الكوكايين) منذ عام 1987. في حين أن العقوبة قد تصل إلى 5 سنوات لتهمة الإتجار في 500 جرام من مسحوق الكوكايين. ويمكن فرض نفس العقوبة على حيازة 5 غرامات من الكوكايين. ولا يوجد هناك عقوبة إلزامية بحد أدنى لحيازة مسحوق الكوكايين. وأوصت لجنة الولايات المتحدة لإصدار الأحكام بأن يتم تصحيح تلك الأحكام. ويَدعي البعض أن هذا التفاوت يأتي نتيجة العنصرية المؤسسية، حيث ينتشر الكوكايين في مجتمعات السود الداخلية، بينما ينتشر استخدام مسحوق الكوكايين في مجتمعات البيض في الضواحي.
قضت المحكمة العليا في كمبرد ضد الولايات المتحدة (2007) أن المبادئ التوجيهية للكوكايين تعتبر استشارية فحسب، وأنه يجوز للقاضي النظر في التفاوت بين الجرائم التي تحدث بسبب تعاطي الكراك وتلك الناتجة عن مسحوق الكوكايين عند النطق بالحكم على المدعى عليه.

### أوروبا
وفي المملكة المتحدة، يعتبر الكراك من الفئة أ. وفي هولندا، يعتبر الكوكايين ضمن القائمة 1 من قانون مخدرات الأفيون.

## الكوكايين وعقوبة الإعدام
تقوم بعض الدول بتطبيق عقوبة الإعدام على مهربي ومروجي مادة الكوكايين، كما تقوم بعض الدول بتطبيق هذه العقوبة على التعاطي لأكثر من مرة، المملكة العربية السعودية على رأس القائمة حيث تطبق عقوبة الإعدام على مهربي المخدرات إجمالا ومن ضمنها الكوكايين، كما تقوم ماليزيا بتطبيق نفس العقوبة على مهربي المخدرات بالإضافة لإندونيسيا .

## وصلات خارجية
- مقابلة مع فرانك بارلاتو مع اثنين من تجار الكراك، اللذان يبلغان من العمر 19 عام.
- (الولايات المتحدة) لماذا يصعب التوقف عن تعاطي الكوكايين؟ نسخة محفوظة 15 أغسطس 2011 على موقع واي باك مشين.
- أفكار معتوه—يوليو/أغسطس عام 1995، مجلة الأم جونز.
- حثَّ كبار الأطباء والعلماء المؤسسات الإعلامية الكبيرة على إيقاف أساطيرهم عن «طفل الكراك»  نسخة محفوظة 29 يناير 2020 على موقع واي باك مشين.—تصويت
- الولايات المتحدة: أسطورة 'طفل الكراك'
- الخطر المتزايد من استخدام الكوكايين (المملكة المتحدة)